# Ruwenzoria pseudoannulata
Ruwenzoria pseudoannulata är en svampart som beskrevs av J. Fourn., M. Stadler, Laessøe & Decock 2010. Ruwenzoria pseudoannulata ingår i släktet Ruwenzoria och familjen kolkärnsvampar.   Inga underarter finns listade i Catalogue of Life.